# Коксу (Мактааральський район)
Коксу́ (каз. Көксу) — село у складі Мактааральського району Туркестанської області Казахстану. Входить до складу Достицького сільського округу.
До 2011 року село називалось Водне.
Населення — 270 осіб (2021; 296 у 2009, 277 у 1999, 104 у 1989).